# Conselleria del Medi Rural de la Xunta de Galícia
La Conselleria del Medi Rural de la Xunta de Galícia (en gallec Consellería do Medio Rural) és una conselleria de la Xunta de Galícia amb responsabilitats en la gestió i promoció de l'agricultura, la ramaderia, els productes amb denominació d'origen i la política forestal.
El Departament de Medi Rural és, malgrat el canvi de nom, un dels més estables en la història dels governs regionals en termes de funcions i poders. El canvi més important va ser la incorporació entre 1983 i 1986 de les polítiques relacionades amb la pesca i aqüicultura que abans tenien una conselleria pròpia. Aquestes competències es van recuperar entre 2012 i 2015 sota el nom de Medi Rural i Mar.

## Estructura interna

### Secretaries i direccions generals
Endemés de la necessària Secretaria General de la conselleria, que ocupa Francisco José Vidal-Pardo y Pardo, la conselleria compta amb les següents secretaries i direccions generals:
- Secretaria general de Medi Rural i Boscos: Tomás Fernández-Couto
  - Direcció general de Producció agropecuària: José Álvarez Robledo
  - Direcció general de Desenvolupament rural: Antonio Crespo Iglesias

### Ens associats
- Fondo Galego de Garantía Agraria
- Axencia Galega de Desenvolvemento Rural
- Instituto Galego de Calidade Alimentaria

## Consellers
1. Jaime Rey de Roa (1982-1984). Com a conseller d'Agricultura, Ramaderia i Montes.
2. Fernando Garrido Valenzuela (1984-1986). A partir de 1985, com a conseller d'Agricultura, Pesca i Alimentació i uns meses després, com a conseller d'Agricultura.
3. Ángel Ruiz Fidalgo (1986-1987).
4. Francisco Sineiro (1987-1990).
5. José Manuel Romay Beccaría (1990-1991). Com a conseller d'Agricultura, Ramaderia i Política Forestal.
6. Tomás Pérez Vidal (1991-1997). Com a conseller d'Agricultura, Ramaderia i Montes.
7. Cástor Gago (1997-2001). Com a conseller d'Agricultura, Ramaderia i Política Agroalimentària.
8. Xoán Manuel Diz Guedes (2001-2004). A partir de 2001, uns mesos més tard, com a conseller de Política Agroalimentària i Desenvolupament Rural.
9. José Antonio Santiso Miramontes (2004-2005).
10. Alfredo Suárez Canal (2005-2009). Com a conseller de Medi Rural.
11. Samuel Juárez (2009-2012).
12. Rosa Quintana (2012-2015). Com a consellera de Medi Rural i de Mar.
13. Ángeles Vázquez Mejuto (2015-). Com a consellera de Medi Rural.